# Eceabat
Eceabat (connu ainsi historiquement comme Madytos ou Maytos) est un chef-lieu de district de la province de Çanakkale sur la rive européenne du détroit des Dardanelles en Turquie.

## Population
| Année    | 1990  | 1997  | 2000  | 2007  | 2009  |
| -------- | ----- | ----- | ----- | ----- | ----- |
| Ville    | 4 055 | 4 404 | 4 778 | 5 498 | 5 771 |
| District |       | 9 419 | 9 929 | 9 493 |       |

Le district a une superficie de 468 km2 soit une densité de population de 21,2 hab./km2 en 2007

## Histoire
La position de la ville dans un coude du détroit des Dardanelles lui permet de contrôler le passage. Son histoire est étroitement liée à cette situation stratégique.
Dans l'Antiquité la ville s'appelle Madytos (en grec : Μάδυτος, en latin : Madytos ou Madytus). Le nom en usage au moment de la bataille des Dardanelles en 1915 était Maydos (ou Maidos).
La ville antique de Sestos est située à 4 km au nord-est d'Eceabat. Elle est face au site d'Abylos sur la rive asiatique au point le plus étroit du détroit. Elle a vu passer les armées perses de Xerxès Ier, en 481 av. J.-C. sur un pont de bateaux construit depuis la Abydos. En 334 av. J.-C., Alexandre fait passer ses troupes dans l'autre sens avant d'envahir l'empire perse. En 201 av. J.-C., elle est prise par Philippe V de Macédoine aux roi Pergame Attale Ier allié des Romains.
Le district d'Eceabat a été le théâtre de la bataille des Dardanelles (bataille de Gallipoli) où des troupes venant du Royaume-Uni, de France, d'Australie, de Nouvelle-Zélande et du Canada ont tenté de débarquer et se sont affrontées aux troupes de l'Empire ottoman La bataille a commencé début 1915, pour se terminer un an après sur un échec du débarquement et de lourdes pertes dans les deux camps. L'armée turque a compté plus de 70 000 victimes, les armées alliées près de 50 000 victimes.
Le 25 février 1915, la 19e division, commandée par Mustafa Kemal, est envoyée dans la région d'Eceabat. La retraite des armées alliées contribue à la réputation de Mustafa Kemal qui est décoré fin avril 1915.

## Sites

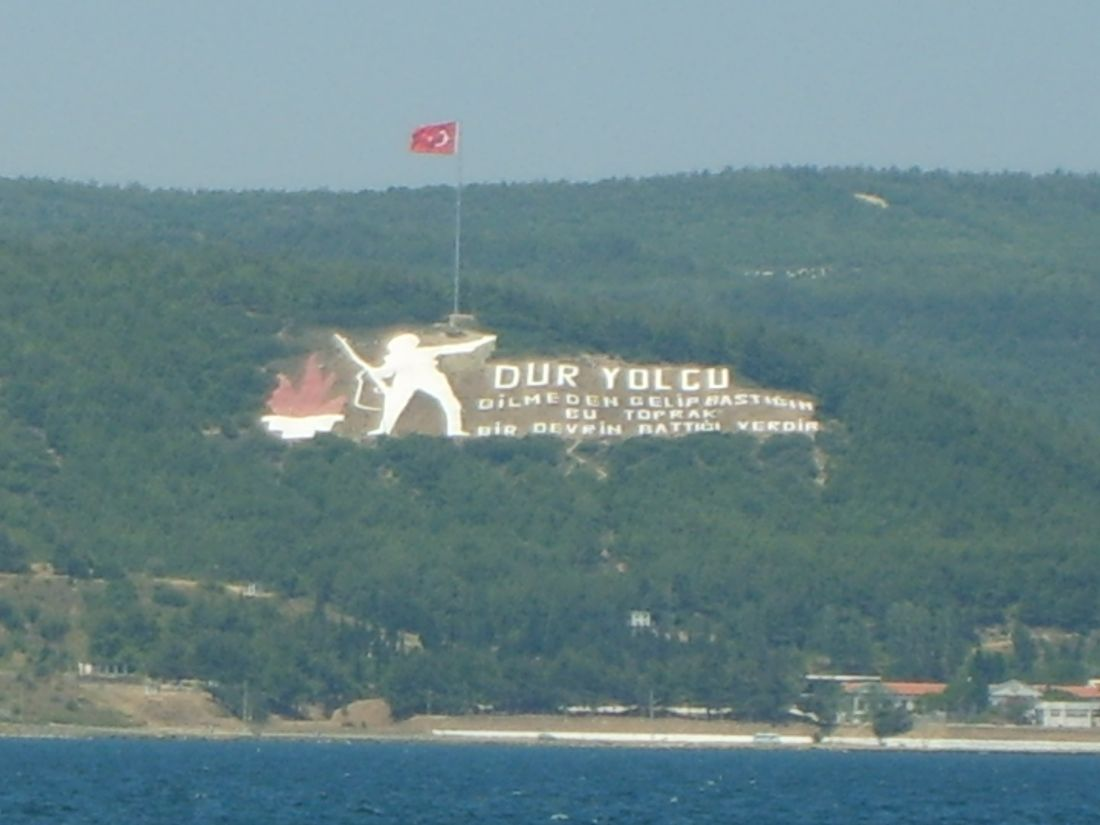

Sur le flanc de la colline au nord de la ville une immense inscription visible depuis l'autre rive rappelle la bataille des Dardanelles :

« Dur yolcu ! Bilmeden gelip bastığın
Bu toprak, bir devrin battığı yerdir.

Voyageur, fais halte ! Tu foules une terre
qui a vu la fin d'une ère. »

— Necmettin Halil Onan
Kilitbahir

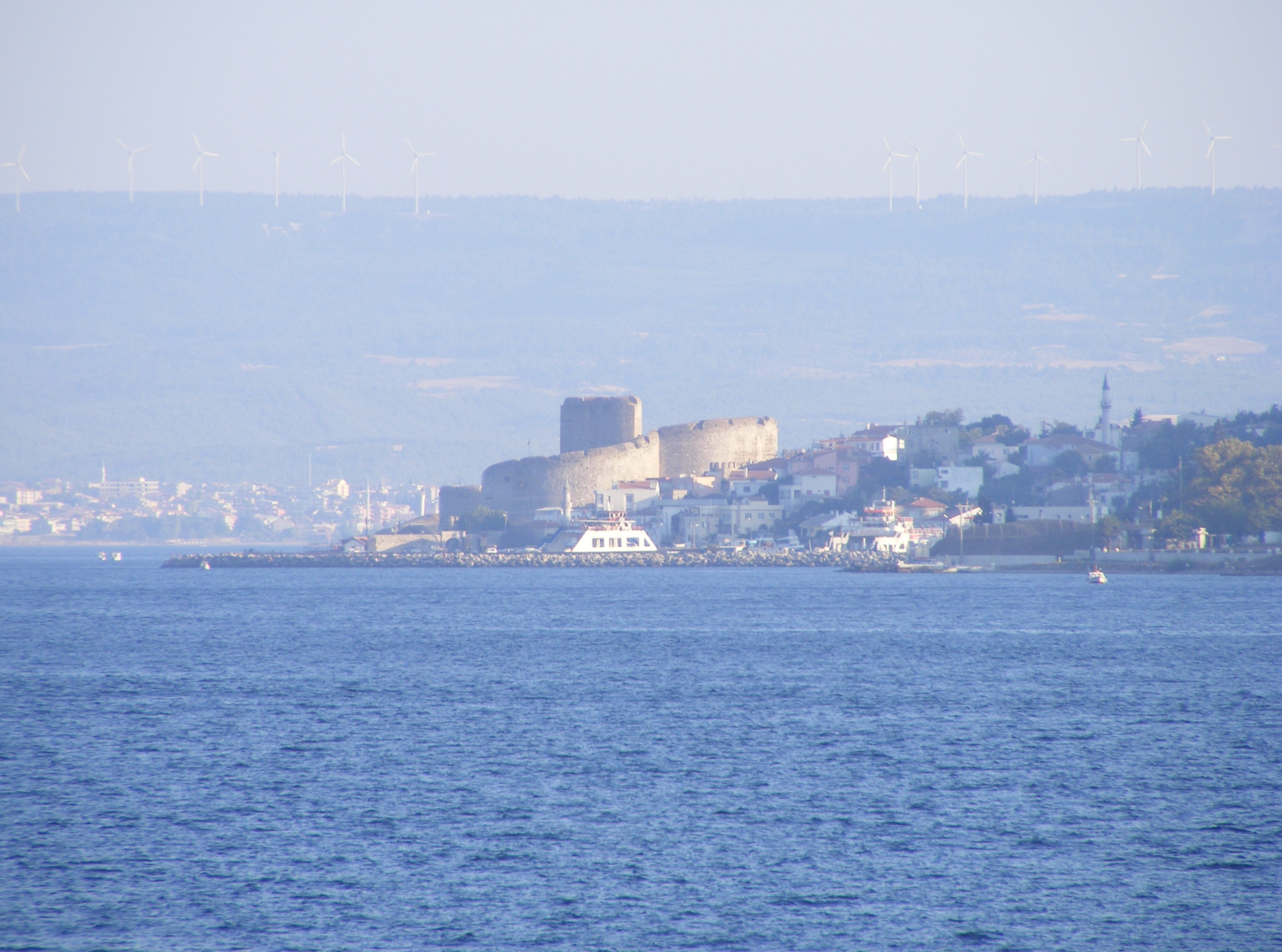
Kilitbahir et son fort.

Kilitbahir est un village situé à 5 km au sud d'Eceabat face à la ville de Çanakkale. Avec l'apport des alluvions de la rivière de Çannakale c'est actuellement le passage le plus étroit du détroit. Le sultan ottoman Mehmet II le Conquérant a fait bâtir deux forts un à Kilitbahir et l'autre en face à Çanakkale pour contrôler le passage.

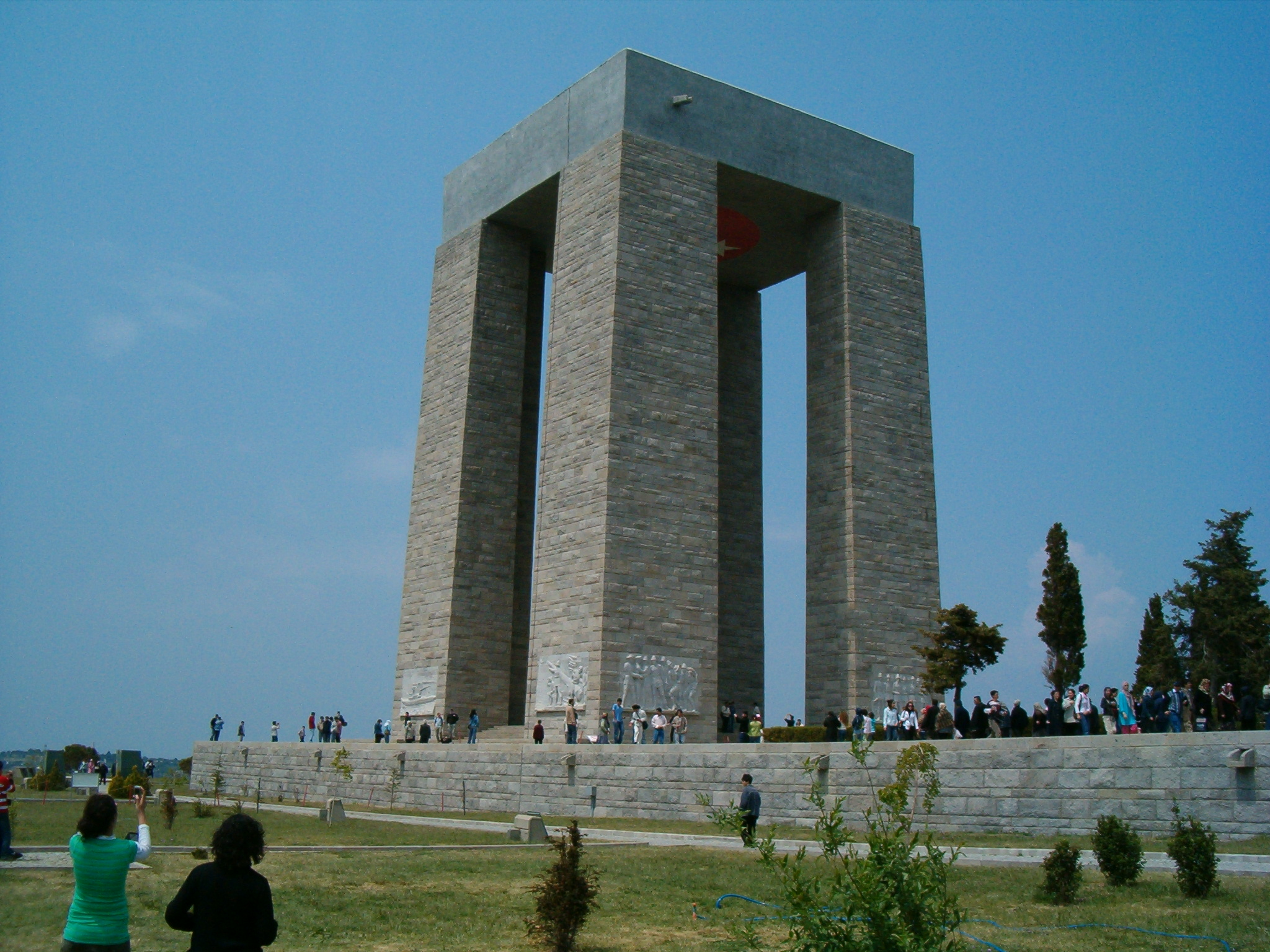
Le mémorial aux victimes turques.

Mehmet II le Conquérant.
Mémoriaux de la bataille des Dardanelles
Le Mémorial de Çanakkale (en) est proche de la pointe de la péninsule à Abide. Chacune des nations alliées qui ont participé à cette bataille a son propre cimetière et mémorial dans la même région.